# Sophie van der Stap
Sophie van der Stap (Amsterdam, 11 juni 1983) is een Nederlandse schrijfster. Ze woont in Parijs.
Na het voltooien van het Barlaeus Gymnasium studeerde ze politicologie, met als afstudeerrichting ontwikkelingssamenwerking. In 2005 kreeg ze te horen dat ze kanker had. Van der Stap hield haar ervaringen met betrekking tot haar ziekte en het gevecht ertegen gedurende 54 weken bij in een weblog en een dagboek. Ze debuteerde in 2006 met haar roman Meisje met negen pruiken.
Bij het verschijnen van de Duitse vertaling van haar debuutroman zond het Duitse televisiekanaal ZDF over Van der Stap de reportage Das Mädchen mit den neun Perücken uit, in de reeks 37°.
In 2007 richtte Van der Stap samen met Walter Scheffrahn (de man achter Pink Ribbon International) en de in 2008 overleden onderzoeker Jurriaan van Dam de stichting Orange Ribbon International op. Deze liefdadigheidsinstelling heeft zich ten doel gesteld om wereldwijd alle vormen van kinderkanker te bestrijden. Van der Stap is ambassadeur van de stichting.
In april 2008 verscheen haar tweede roman Een blauwe vlinder zegt gedag, waarin ze het verhaal beschrijft van een meisje dat de draad van haar leven moet terugvinden na te zijn verdwaald in een doolhof van dood, liefde en avontuur.
In juni 2009 presenteerde ze in het NKI-AVL het eerste luisterboek van Meisje met negen pruiken. Het boek, dat op vijf cd’s is verschenen, heeft ze zelf ingesproken. Zangeres Anouk leverde een bijdrage in de vorm van het nummer Lost.
In februari 2011 verscheen het boek van En wat als dit liefde is. Haar fictiedebuut is een roman over menselijke verhoudingen in een straat in Parijs waarin zich alles voltrekt.
In oktober 2011 verscheen haar autobiografisch essay Buiten spelen, in het kader van de Maand van de Spiritualiteit.
Van der Stap schrijft columns en artikelen voor diverse kranten, glossy’s en opiniebladen en geeft lezingen en workshops. Meisje met negen pruiken is in Duitsland verfilmd als Heute bin ich blond.